# إدريس كريمي
إدريس كريمي (مواليد سنة 1945) ويُلقّب بعمّي إدريس، هو ممثل ومخرج ومنتج ومقدم برامج مغربي. عُرف بتقديمه لمسلسل «عمي إدريس» الموجه للأطفال خلال سبعينيات وثمانيينيات القرن الماضي، حيث كان يجمع بين عنصر الضحك والبعد التربوي التعليمي، وقد كانت شخصية «عمي إدريس..الصديق الأنيس» أيقونة البرامج التعليمية الخاصة بالأطفال، واعتُبِرت نموذجا ناجحا لإعلام الطفل في التلفزيون المغربي.

## مسيرته
وُلد سنة 1945 بمدينة الدار البيضاء، بدأ ممارسة الفن منذ سنة 1958 كمنشط برنامج إذاعي للأطفال يحمل اسم «بّاحمدون» للأستاذ إدريس العلام، قبل أن يطلّ عبر شاشة التلفزيون سنة 1961 من خلال برنامج «بستان الأطفال».
مارس كريمي مهنة التدريس كمعلم للعربية والفرنسية في موسمي (1968-1969) و (1969-1970)، ثم عاد إلى فضاءات مسرح الهواة وفي نيته الاشتغال في المسرح الغنائي الخاص بالأطفال. وليضمن لنفسه دخلا يمكنه من تحقيق حلمه هذا درس المحاسبة في مطلع السبعينيات وأصبح يمارسها كمهنة إلى جانب عشقه للمسرح وفنون الفرجة عموما. كما استفاد من دروس ليلية في الموسيقى (الصولفيج والأكورديون) والمسرح (بالفرنسية) بكونسرفتوار الفن الدرامي بالدار البيضاء (شارع لالة الياقوت)، وحصل سنة 1979 على شهادة البكالوريا في الآداب العصرية. شرع في كتابة الأعمال المسرحية، وأولها حمل عنوان «مشاكل بابا»، وقد حققت سلسلة «عمي إدريس» التي قدمها سنه 1986 نجاحا كبير، ولازال اسمه يرتبط بها إلى اليوم. 
بالإضافة إلى تجاربه في برامج الأطفال أمام وخلف كاميرا التلفزيون، انفتح إدريس كريمي على عوالم السينما ابتداء من سنة 1986 حيث اشتغل في مجموعة من الأفلام المغربية والأجنبية أمام الكاميرا كممثل أو مُجازف أو خلفها في مجالات الإنتاج والمحافظة والديكور والمساعدة في الإخراج ومهام أخرى.
يعتبر عمي إدريس من أوائل من ألّف وأخرج الدراما التلفزيونية الخاصة بالطفل منذ نشأة التلفزيون المغربي.

## أعماله

### التمثيل
- 1979 - 1982: عمّي إدريس (سلسلة)
- 1993: فرسان المجد (فيلم)
- 1995: خيول الحظ (فيلم)
- 1997: عبروا في صمت (فيلم)
- 2005: معطف أبي (فيلم)
- 2006: رأس الخيط (فيلم)
- 2009: ساعة في الجحيم (مسلسل)
- 2009: عند الفجر (فيلم)
- 2009: فينك أليام (فيلم)
- 2009: شهادة ميلاد (فيلم)
- 2009: صدى الجبل (فيلم)
- 2010: من الآلهة والرجال (فيلم)
- 2014: زينة (مسلسل)
- 2015: دار الغزلان (مسلسل)
- 2016: وعدي، الجزء 2 (مسلسل)
- 2018: عين الحق (مسلسل)
- 2019: قضية العمر (مسلسل)
- 2019: المدني (مسلسل)
- 2020: سلمات أبو البنات (مسلسل)

### الإخراج
- 1964: «أسرة مهددة»
- 1965: النظرة الدائمة"
- 1970: «أطفال الحوز» و«مارطا»
- 1973: «إيليزابيت ك»
- 1974: «تأبين المراهقين»
- 1975: «منفى أبدي»
- 1981: «صور العائلة»

## وصلات خارجية
- إدريس كريمي على موقع IMDb (الإنجليزية)
- إدريس كريمي على موقع قاعدة بيانات الأفلام العربية
- إدريس كريمي على موقع ألو سيني (الفرنسية)
- إدريس كريمي على موقع قاعدة بيانات الأفلام السويدية (السويدية)
- إدريس كريمي على موقع قاعدة بيانات الفيلم (الإنجليزية)
- إدريس كريمي على موقع ليتربوكسد (الإنجليزية)